# 622 (tal)
622 är det naturliga heltal som följer 621 och följs av 623.

## Matematiska egenskaper
- 622 är ett jämnt tal.
- 622 är ett sammansatt tal.
- 622 är ett semiprimtal[1].
- 622 är ett defekt tal.
- 622 är ett glatt tal.

## Inom vetenskapen
- 622 Esther, en asteroid.